# 嘉特杰控股
嘉特杰控股有限公司，簡稱嘉特杰控股（英語：Gathergates Holding Limited），在2002年建立，2006年被恩系空調工程私人有限公司進行收購，而成為旗下公司。主要業務在新加坡經營空調工程承辦。
在2010年9月，恩系控股有限公司曾計劃分拆於港交所創業板上市，但在2011年11月，由於受到多名監管限制，再加上在股東大會未能通過，已被終止進行。

## 連結
- Gathergates.com（页面存档备份，存于）